# Seit Boshnjaku
Seit Boshnjaku (ur. 1 sierpnia 1914 w Szkodrze, zm. 24 lutego 1985 tamże) – albański aktor.

## Życiorys
Był synem woźnicy, w młodości uczył się zawodu w warsztacie szewskim w Szkodrze. W latach 30. XX w. występował na scenach amatorskich Szkodry i Tirany, działając w towarzystwach kulturalnych Vllaznia i Shkendia. Za działalność w ruchu oporu w 1943 został aresztowany przez Niemców. Więziony i torturowany w więzieniu w Szkodrze, z czasem został przeniesiony do obozu w Prisztinie. W październiku 1944 udało mu się uciec z obozu i dołączył do oddziału partyzanckiego, działającego w Kosowie. W kwietniu 1945 został skierowany do Teatru Wojskowego, kierowanego w tym czasie przez Gaqo Avraziego. W 1949 trafił do zespołu Teatru Ludowego w Tiranie. Na scenie narodowej zadebiutował w roli policjanta w komedii Prefekti. W ciągu dwudziestu lat kariery scenicznej zagrał ponad 50 ról. W roku 1966 przeszedł na emeryturę.
Karierę filmową rozpoczął w 1959 niewielką rolą w obrazie Furtuna, w reżyserii Jurija Ozierowa i Kristaqa Dhamo. Wystąpił w siedmiu filmach fabularnych.

## Role filmowe
- 1959: Furtuna jako płk Muller
- 1961: Debatik jako porucznik Franko
- 1961: Trim i mirë me shokë shumë jako Luk Plaku
- 1964: Toka jonë
- 1969: Perse bie kjo daulle jako Shkesi
- 1963: Detyrë e posaçme jako dywersant
- 1978: Në pyjet me borë ka jetë